# Stéphen Drouin
Stéphen Drouin (Parigi, 27 gennaio 1984) è un ex calciatore francese, di ruolo difensore.

## Carriera
Ha giocato in massima serie francese con le maglie di Nantes e Troyes.

## Palmarès

### Club

#### Competizioni nazionali
- Campionato francese di seconda divisione: 1

Troyes: 2014-2015